# يانيك بوكولو
يانيك بوكولو (بالفرنسية: Yannick Bokolo)‏ مواليد 19 يونيو 1985 في كينشاسا، هو لاعب كرة سلة فرنسي. بدأ مسيرته الاحترافية في سنة 2000. يلعب في الدوري الفرنسي لكرة السلة الدرجة الأولى كلاعب هجوم خلفي. يحمل الرقم 21. يبلغ طوله 6 قدم 3 بوصة (1.9 م). مثّل منتخب بلاده. شارك في دورة الألعاب الأولمبية الصيفية سنة 2012. لعب مع لو مان سارت باسكت وبي سي إم جرافيلين.

## الإنجازات

### النادي
- كأس فرنسا لكرة السلة : 2004
- الدوري الفرنسي لكرة السلة الدرجة الأولى :2006

### مع المنتخب
- كأس العالم لكرة السلة :
  - المركز الـ 5 في 2006 في اليابان

## روابط خارجية
- يانيك بوكولو على موقع الاتحاد الدولي لكرة السلة (الإنجليزية)
- يانيك بوكولو على موقع الدوري الأوروبي لكرة السلة (الإنجليزية)
- يانيك بوكولو على موقع كرة السلة الأوروبية.كوم (الإنجليزية)
- يانيك بوكولو على موقع ريلجم (الإنجليزية)
- يانيك بوكولو على موقع بروبوليرز (الإنجليزية)
- يانيك بوكولو على موقع سبورتس رفرنس (الإنجليزية)
- يانيك بوكولو على موقع أوليمبيديا (الإنجليزية)
- يانيك بوكولو على موقع اللجنة الأولمبية الفرنسية (مؤرشف) (الفرنسية)